# Sven Gatz
Sven Gatz (Sint-Agatha-Berchem, 6 mei 1967) is een Belgisch politicus voor Open Vld.

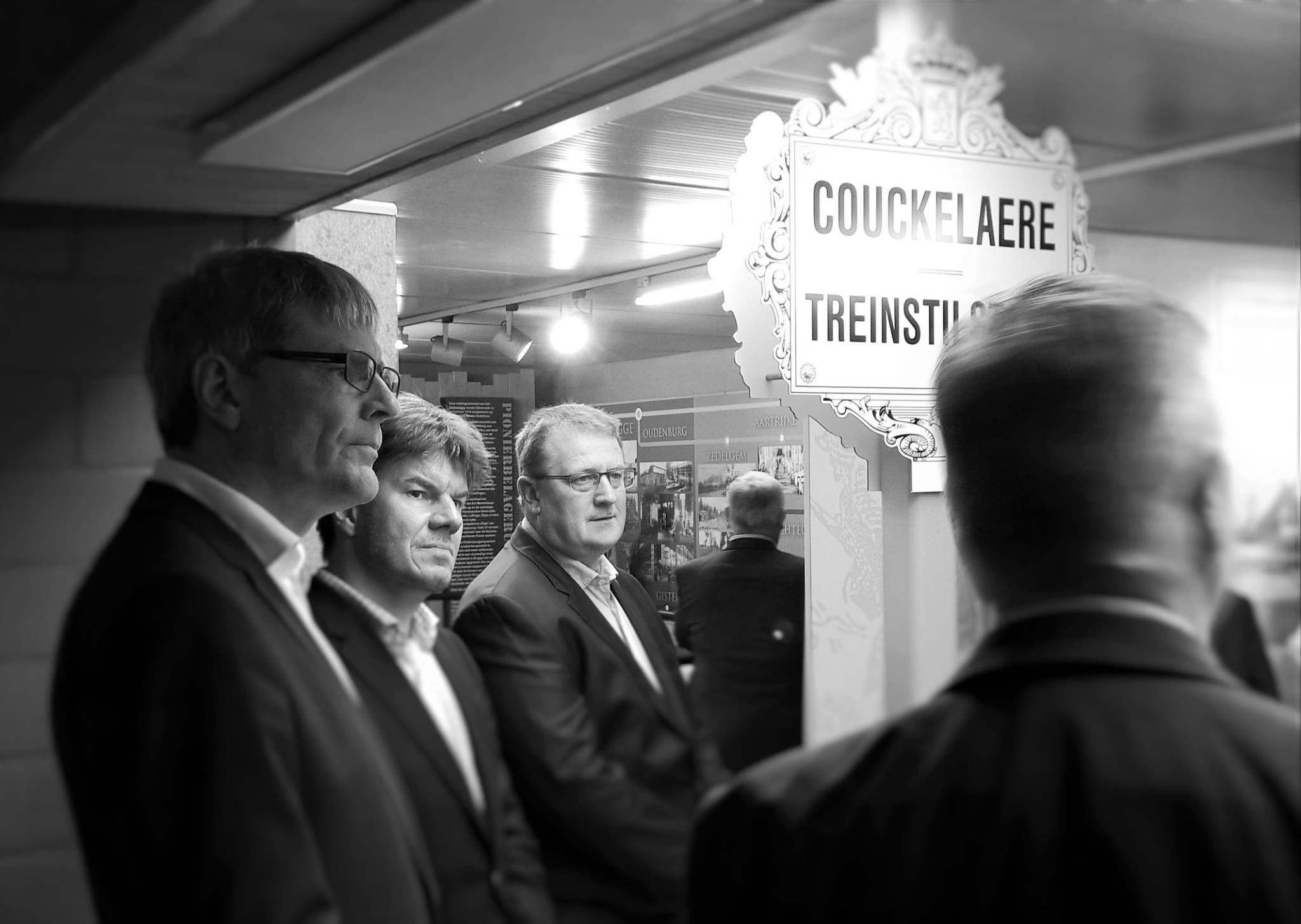
Minister van Cultuur Sven Gatz op bezoek in het Lange Max Museum (juni 2016)

## Biografie
Sven Gatz volgde secundair onderwijs aan het Sint-Pieterscollege in Jette en werd in 1990 licentiaat in de rechten aan de Katholieke Universiteit Leuven en in 1991 licentiaat in Bestuursrecht aan de Université libre de Bruxelles.
Van 1989 tot 1990 was Gatz voorzitter van de studentenafdeling van de Volksuniejongeren. Daarna was hij van 1992 tot 1995 voorzitter van de VU-afdeling van Sint-Agatha-Berchem en vanaf 1995 voorzitter van de VU-afdeling van Jette. Na zijn studies werkte Gatz van 1991 tot 1993 op het kabinet van Brussels staatssecretaris Vic Anciaux en van 1994 tot 1995 was hij ambtenaar van de Vlaamse Gemeenschapscommissie.
In mei 1995 volgde Gatz Vic Anciaux op in het Brussels Hoofdstedelijk Parlement, waar hij bleef zetelen tot in juni 2004. Van midden juli 1999 tot juli 2011 was hij eveneens lid van het Vlaams Parlement. In het Vlaams Parlement zetelde Gatz van 1999 tot 2002 in de commissie Institutionele en Bestuurlijke Hervorming en Ambtenarenzaken, was hij van 2004 tot 2007 voorzitter en van 2007 tot 2011 lid van de commissie Algemeen Beleid, Financiën en Begroting en maakte hij van 2004 tot 2007 deel uit van commissie Wonen, Stedelijk Beleid, Inburgering en Gelijke Kansen. Zijn politieke visie en actiepunten als parlementslid spitsten zich toe op stedenbeleid, inburgering en migratie, onderwijs, cultuur, Brussel en staatshervorming. Ook burgerparticipatie, diversiteit, media, welzijn, jeugdwerk en meertaligheid konden op zijn belangstelling rekenen. Zo stelde hij in 2023 voor om de mondelinge publieke dienstverlening in Brussel naast in het Frans en het Nederlands ook in het Engels te laten verlopen, om het kosmopolitische en superdiverse karakter van Brussel beter te weerspiegelen.  
Binnen de VU ondersteunde hij nadrukkelijk de verruimingsoperatie die door Volksunie-voorzitter Bert Anciaux werd ingezet en in 1998 resulteerde in de oprichting van de politieke vernieuwingsbeweging iD21, dat in alliantie ging met de Volksunie. Van januari tot september 2001 was Gatz woordvoerder van ID21, dat hij hoopte uit te bouwen tot een links-liberale politieke vernieuwingsbeweging, naar het voorbeeld van de Nederlandse D66 en de Britse Liberal Democrats.
Toen de Volksunie in 2001 door interne tegenstellingen uiteenviel, schaarde hij zich aan de zijde van Bert Anciaux met de links-liberale partij Spirit, maar toen Anciaux koos voor een kartel met de socialistische sp.a, stapte Sven Gatz in 2002 samen met onder andere Patrik Vankrunkelsven over naar de liberale VLD, vanaf 2007 Open Vld geheten. Van oktober 2007 tot eind april 2011 was Gatz voorzitter van de Open Vld-fractie in het Vlaams Parlement.
In april 2011 maakte hij bekend de nationale politiek te verlaten. Hij ruilde zijn job van fractieleider en Vlaams Parlementslid in voor die van directeur van de Federatie van de Belgische Brouwers, de belangengroepering van de Belgische brouwerijen. Als directeur was hij een van de bezielers van het museum Belgian Beer World in het Brusselse Beursgebouw. Later kende hij als Brussels minister nog subsidies toe aan dit museum.
In augustus 2011 ontstond er ophef omdat hij aanvraag had ingediend voor een parlementaire uittredingsvergoeding van 300.000 euro, waar hij feitelijk recht op had, maar die hij zelf tijdens zijn politieke carrière tevergeefs trachtte af te schaffen. Uiteindelijk heeft hij afgezien van deze vergoeding.
Van 2001 tot 2003 en opnieuw van 2007 tot 2012 was Gatz gemeenteraadslid van Jette. Bij de lokale verkiezingen van 2012 stond hij als Nederlandstalige als lijstduwer op de MR-lijst in de gemeente. Hij behaalde echter onvoldoende stemmen om zijn mandaat als gemeenteraadslid te kunnen voortzetten. Bij de lokale verkiezingen van oktober 2018 was hij opnieuw lijstduwer op de MR-lijst in Jette. Deze keer werd hij wel verkozen. In september 2020 nam hij ontslag uit de gemeenteraad om zich meer op zijn ambt van Brussels minister te concentreren. In oktober 2024 werd Gatz als lijsttrekker van de MR-VLD-lijst opnieuw verkozen in de gemeenteraad van Jette, waarin hij sinds december dat jaar weer zetelt.

### Vlaams minister van Cultuur, Jeugd, Media en Brussel
Gatz maakte op 25 juli 2014 zijn terugkeer in de Vlaamse politiek, toen hij werd ingezworen als Vlaams minister van Cultuur, Jeugd, Media en Brussel onder de regering-Bourgeois. Een van de punten van deze regering was een sanering van de uitgaven, waardoor ook het subsidiebeleid in de cultuursector hervormd moest worden. Aangezien het besparingen betrof, vielen sommige verenigingen uit de boot voor subsidies of moesten ze het met minder stellen. In zijn hoedanigheid als mediaminister maakte Gatz in september 2014 bekend dat hij eind 2015 een punt wilde zetten achter levensbeschouwelijke uitzendingen van derden op de publieke omroep, (de Katholieke Televisie- en Radio-Omroep (KTRO), Het Vrije Woord (vrijzinnigen), de Protestantse Omroep (PRO) en Evangelische Radio- en Televisie Stichting (ERTS) (samen de protestantse derden), de Moslim Televisie en Radio Omroep (MTRO), de Orthodoxe uitzendingen, de Israëlitische Godsdienstige Uitzendingen (IGU) en de Gezinsbond). Gatz ijverde voor een kwalitatief programma waarover de levensbeschouwingen en de kijkers tevreden zijn en dat past in het kader van de VRT.
In juni 2015 kregen hij en Pascal Smet scherpe kritiek vanwege hun instemming om de toenmalige Brusselse stadsradio FM Brussel op te doeken, op voorstel van de raad van bestuur van FM Brussel. Deze beslissing gebeurde op basis van het bereik van de radiozender. Dat was te klein geworden om nog langer door CIM gemeten te worden. Na protest werd er uiteindelijk op deze beslissing teruggekomen. De Brusselse radiozender werd vervolgens geïntegreerd in BRUZZ, een volwaardige en professionele Brusselse mediaspeler die tv, print, radio en digitaal integreert in een platform. Deze beslissing kaderde in een doelstelling die reeds in 2004 geformuleerd werd maar door de daaropvolgende Vlaamse Regeringen en VGC-Colleges nooit werd uitgevoerd.
Als minister van Cultuur zorgde hij voor een trendbreuk in het cultureel financieringsmodel dat onder zijn voorgangers bijna uitsluitend uit subsidies bestond. Hij startte een aanvullende financiering voor cultuur op, dat onder meer uit volgende nieuwe financieringsvormen bestaat: hij overtuigde de federale overheid naar het voorbeeld van de film ook voor de podiumkunsten een systeem van tax shelter op te zetten, er werd een kunstkoopregeling in de steigers gezet, er kwam een Cultuurloket in de plaats van het kunstenloket en via partnerprojecten kan de culturele sector voortaan nieuwe vormen van samenwerking organiseren met andere sectoren.
Voor het jeugdbeleid ontwierp Gatz in samenwerking met de hele jeugdsector een masterplan voor diversiteit, dat de deelname van alle jongeren aan het Vlaams jeugdwerk intensief moet stimuleren. Gatz is ook de minister die het meest investeerde in de aankoop van tenten voor de uitleendienst van kampeermateriaal, waarop het gros van de jeugdverenigingen een beroep doet voor de organisatie van zomer- en andere jeugdkampen.
Inzake mediabeleid sloot de minister de beheersovereenkomst 2016-2020 met de VRT. Met deze nieuwe beheersovereenkomst wordt de VRT verder uitgebouwd tot een toekomstgerichte en toonaangevende publieke omroep. Ze moet werk maken van een wendbare en efficiënte organisatie, inzetten op een digitale en innovatieve toekomst en een marktversterkende rol spelen.
Verder versterkte Gatz het Media- en Gamefonds, creëerde een Vlaams Journalistiek Fonds en effende hij het pad voor de digitale radio en een nieuw type commerciële netwerkradio’s. In 2017 lag hij onder vuur door een beslissing over het radiolandschap. Bij het toekennen van de frequenties op de FM-band vanaf 2018 vielen een aantal radiozenders uit de boot, waaronder ketenradio's ClubFM en TOPradio. De toekenning zou volgens die laatsten gebaseerd zijn op fouten en ze stelden zich vragen bij de competentie van de jury die de toekenningen beoordeelden, aangezien die uit tijdelijke werknemers zou hebben bestaan. TOPradio slaagde er via die weg in opnieuw op de FM-band te komen. In het najaar van 2018 vernietigde de Raad van State het door de minister ingevoerde frequentieplan, omdat het plan 26 frequenties niet benut. Volgens Gatz is dat omdat die afhangen van een te sluiten overeenkomst met de Franse Gemeenschap en de federale overheid, wat dan weer door het Grondwettelijk Hof werd bevolen. Sommige zouden ook niet bruikbaar zijn.
Voor al zijn beleidsterreinen organiseerde Gatz als eerste minister Burgerkabinetten, een vorm van deliberatieve democratie, waarbij de deelnemers ideeën kunnen bediscussiëren om daaruit vervolgens aanbevelingen te kunnen formuleren voor het beleid. Het Burgerkabinet werd genomineerd voor een Europese ‘Innovation in Politics Awards’ in de categorie ‘democratie’.
Gatz liet zich ook nog opmerken door zijn passages in De Slimste Mens, waar hij van alle ministers die tot nog toe deelnamen met 7 afleveringen recordhouder is, en bij Gert Late Night, waar hij vrijmoedig over zijn depressie sprak.
Tijdens zijn ambtsperiode schreef Gatz ook vier boeken: “Bekentenissen van een Cultuurbarbaar” en “Over de media heb ik niets te zeggen” (beiden uitgegeven door Van Haelewyck), “Snap What Minister? Sven Gatz en de Corsicanen” (uitgeverij Lannoo) en “Molenbeek/Maelbeek, een vertelling” (uitgeverij Polis). Dit laatste boek werd ook vertaald in het Frans, het Engels.
Eind 2018 nam zijn partijgenoot Bart Tommelein ontslag uit de Vlaamse regering, waarna Gatz hem op 1 januari 2019 opvolgde als viceminister-president in de Vlaamse Regering.
In 2019 koos hij voor de lijstduwersplaats op de lijst voor het Brussels Hoofdstedelijk Gewest. Hij werd verkozen in het Brussels Hoofdstedelijk Parlement met 2.103 voorkeurstemmen.

### Minister in de Brusselse Hoofdstedelijke Regering
Nadat de Regering-Vervoort III tot stand was gekomen, werd Gatz op 18 juli 2019 minister in de Brusselse Hoofdstedelijke Regering. Hij kreeg de bevoegdheden Financiën, Begroting, Ambtenarenzaken, Promotie van Meertaligheid, Toerisme, Statistiek, Stedenbouw en Patrimonium. Samen met minister-president Rudi Vervoort deelt hij ook de bevoegdheden Imago van Brussel en Biculturele Zaken van Gewestelijk Belang. Als Brussels minister werd hij ook collegelid van de Vlaamse Gemeenschapscommissie, bevoegd voor Onderwijs. Gatz volgde daarmee zijn vriend en politieke mentor Guy Vanhengel op als Vlaams liberaal minister in Brussel.
Gatz werd als Brussels minister tevens bevoegd voor de Promotie van Meertaligheid, een primeur in de Belgische politiek. Op 9 december 2019 stelde hij zijn beleidsnota over het beleidsdomein voor in het Brussels Hoofdstedelijk Parlement.
Na installatie als Brussels minister bleef Gatz Vlaams minister. Hij behield echter enkel de bevoegdheid Brusselse Aangelegenheden en moest zijn functie van viceminister-president en minister van Cultuur, Jeugd en Media afstaan aan partijgenote Lydia Peeters. Die bevoegdheidsoverdracht was niet verplicht, maar analisten zagen hierin een straf van Open Vld-voorzitter Gwendolyn Rutten, die ontevreden was dat onderhandelaars Guy Vanhengel en Gatz zonder de Franstalige liberalen van de MR in de Brusselse regering waren gestapt. Dit terwijl het in Brussel de gewoonte is dat er aan Nederlandstalige én aan Franstalige kant een meerderheid wordt gevonden en daarna een regering gemaakt wordt met de meerderheidspartijen uit beide taalgroepen. Toen de Vlaamse regering-Jambon op 2 oktober 2019 aantrad, stopte het ministerschap van Gatz in de Vlaamse regering.
Als Brussels minister diende Gatz de Brusselse begroting op orde te houden. Hij probeerde dit te doen door nieuwe begrotingsregels en initiatieven voor een gezond begrotingsbeheer, maar door externe factoren en het feit dat de regering gul nieuwe uitgaven bekostigde, ging de begroting dieper in het rood en stapelden de schulden zich op. Daarnaast probeerde Gatz de autofiscaliteit te hervormen, met de invoering van het rekeningrijden, wat door onenigheid in de regering en tegenstand vanuit de Vlaamse en Waalse regering echter niet van de grond kwam. Een hervorming van de registratierechten en de erfbelasting kreeg Gatz wel doorgevoerd.
Bij de Brusselse gewestverkiezingen van juni 2024 was Gatz lijsttrekker van zijn partij en werd hij met 2.306 stemmen verkozen in het Brussels Hoofdstedelijk Parlement. Hij werd verkozen en besloot het ambt op te nemen en geen functie binnen de regering meer te ambiëren. Als ontslagnemend minister diende hij echter te laten vervangen als Brussels Parlementslid.